# 1997 QM
1997 QM är en asteroid i huvudbältet som upptäcktes den 25 augusti 1997 av den tjeckiska astronomen Zdeněk Moravec vid Kleť-observatoriet.